# GALNS
GALNS (англ. Galactosamine (N-acetyl)-6-sulfatase) – білок, який кодується однойменним геном, розташованим у людей на короткому плечі 16-ї хромосоми. Довжина поліпептидного ланцюга білка становить 522 амінокислот, а молекулярна маса — 58 026.
| 10         |  | 20         |  | 30         |  | 40         |  | 50         |
| ---------- |  | ---------- |  | ---------- |  | ---------- |  | ---------- |
| MAAVVAATRW |  | WQLLLVLSAA |  | GMGASGAPQP |  | PNILLLLMDD |  | MGWGDLGVYG |
| EPSRETPNLD |  | RMAAEGLLFP |  | NFYSANPLCS |  | PSRAALLTGR |  | LPIRNGFYTT |
| NAHARNAYTP |  | QEIVGGIPDS |  | EQLLPELLKK |  | AGYVSKIVGK |  | WHLGHRPQFH |
| PLKHGFDEWF |  | GSPNCHFGPY |  | DNKARPNIPV |  | YRDWEMVGRY |  | YEEFPINLKT |
| GEANLTQIYL |  | QEALDFIKRQ |  | ARHHPFFLYW |  | AVDATHAPVY |  | ASKPFLGTSQ |
| RGRYGDAVRE |  | IDDSIGKILE |  | LLQDLHVADN |  | TFVFFTSDNG |  | AALISAPEQG |
| GSNGPFLCGK |  | QTTFEGGMRE |  | PALAWWPGHV |  | TAGQVSHQLG |  | SIMDLFTTSL |
| ALAGLTPPSD |  | RAIDGLNLLP |  | TLLQGRLMDR |  | PIFYYRGDTL |  | MAATLGQHKA |
| HFWTWTNSWE |  | NFRQGIDFCP |  | GQNVSGVTTH |  | NLEDHTKLPL |  | IFHLGRDPGE |
| RFPLSFASAE |  | YQEALSRITS |  | VVQQHQEALV |  | PAQPQLNVCN |  | WAVMNWAPPG |
| CEKLGKCLTP |  | PESIPKKCLW |  | SH         |  |            |  |            |

A: Аланін

C: Цистеїн

D: Аспарагінова кислота

E: Глутамінова кислота

F: Фенілаланін

G: Гліцин

H: Гістидин

I: Ізолейцин

K: Лізин

L: Лейцин

M: Метіонін

N: Аспарагін

P: Пролін

Q: Глутамін

R: Аргінін

S: Серин

T: Треонін

V: Валін

W: Триптофан

Кодований геном білок за функцією належить до гідролаз. 
Білок має сайт для зв'язування з іоном кальцію. 
Локалізований у лізосомі.

## Медичне значення
Мутації в гені, що відповідає за синтез ферменту призводять до спадкового синдрому Моркіо. Синдром піддається лікуванню за допомогою ін'єкцій рекомбінантного білка (ферменто-замісна терапія), що напрацьовується в клітинах CHO. Також  розробляються нові методи отримання ферменту в культурі дріжджів та бактерій.